# 1841 aux États-Unis
Pour des articles plus généraux, voir Chronologie des États-Unis et 1841.
Chronologie des États-Unis
- 1837
- 1838
- 1839
- 1840
- 1841
- 1842
- 1843
- 1844
- 1845

Cette page concerne des événements d'actualité qui se sont produits durant l'année 1841 du calendrier grégorien aux États-Unis.

## Gouvernement
- Président : Martin Van Buren Démocrate, puis William Henry Harrison (Whig) à partir du 4 mars, puis John Tyler (Whig) à partir du 4 avril
- Vice-président : Richard Mentor Johnson Démocrate, puis John Tyler (Whig) à partir du 4 mars, puis vacant à partir du 4 avril
- Secrétaire d'État : John Forsyth jusqu'au 3 mars, puis Jacob L. Martin jusqu'au 5 mars, puis Daniel Webster (Whig) à partir du 6 mars
- Chambre des représentants - Président :  Robert M. T. Hunter (Whig) jusqu'au 4 mars puis John White (Whig) à partir du 31 mai

## Événements
- 4 mars : cérémonie d'investiture à Washington D.C. du neuvième président des États-Unis, William H. Harrison[1].
- 9 mars : l'affaire de La Amistad trouve son terme à la Cour suprême des États-Unis, dont l'arrêt US v. Amistad est favorable aux Africains, qui sont libérés. L'affaire a encore envenimé les relations entre les États du Nord et du Sud.

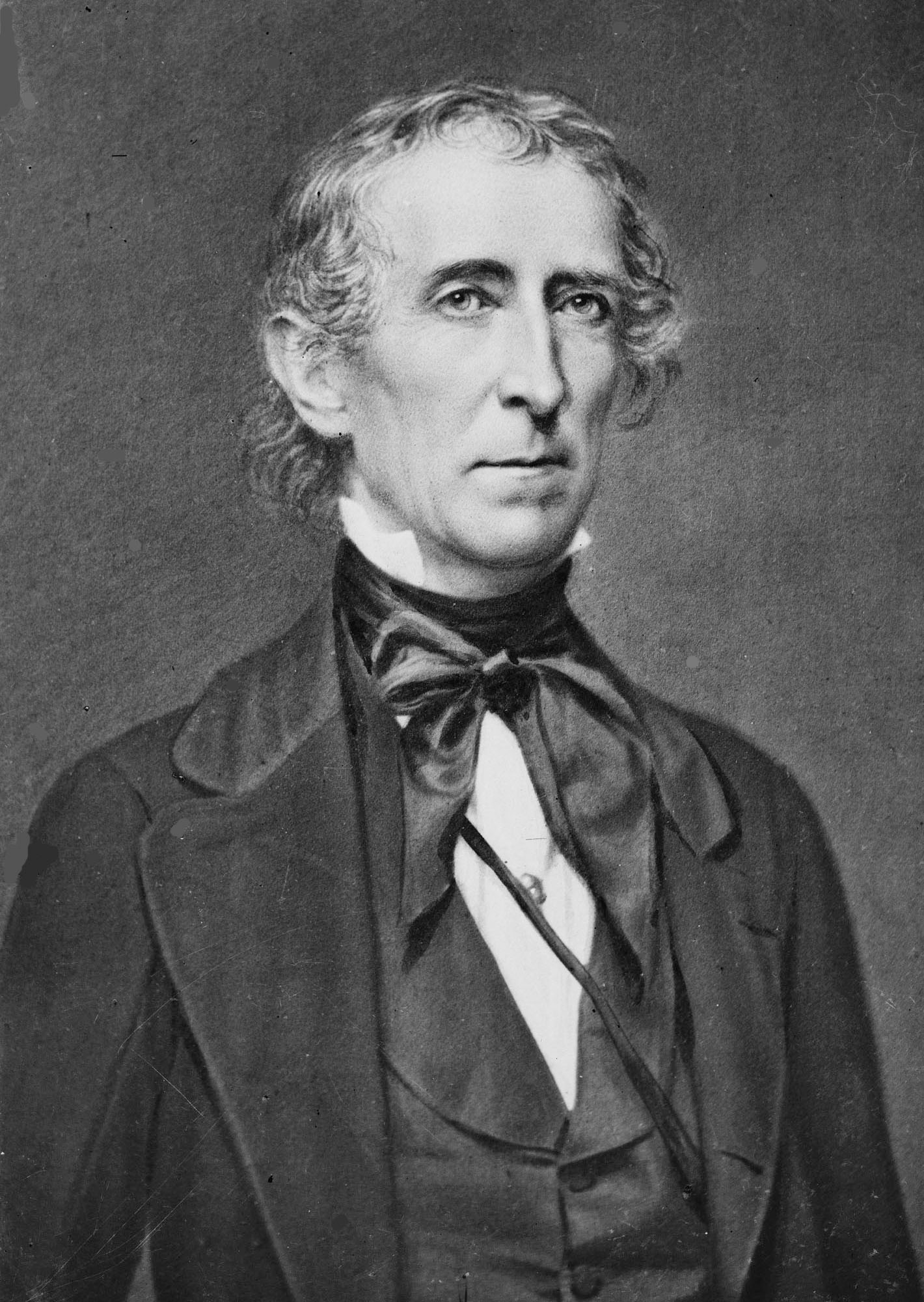
John Tyler

- Avril : fondation de la Brook Farm à Boston par des utopistes (George Ripley) qui mènent une vie communautaire partagée entre le travail manuel et la réflexion intellectuelle.
- 4 avril : mort de William Henry Harrison de pneumonie un mois après le début de son mandat. Le Vice-président des États-Unis John Tyler devient le dixième Président des États-Unis.
- 6 avril : début de la présidence Whig de John Tyler aux États-Unis (fin en 1845)[1]. Il doit faire face à la démission du cabinet, hostile à sa politique bancaire.
- 10 avril : fondation du New York Tribune, journal américain fondé par Horace Greeley, l'un des plus importants aux États-Unis[2].
- 24 juin : fondation de St. John's College, future Université Fordham, université catholique privée située à New York[3].
- Novembre : les colons franchissent les montagnes Rocheuses.
- 7 novembre : des esclaves embarqués à bord du Creole s’emparent du navire et mettent le cap sur les Antilles britanniques où l’esclavage a été aboli en 1833. Le Royaume-Uni refuse de rendre les esclaves, ce qui provoque une tension diplomatique avec les États-Unis (affaire de la Creole)[4].
- Fondation de l' University Medical College qui deviendra la New York University School of Medicine, la faculté de médecine de l'Université de New York.
- Fondation de la société secrète Scroll and Key à l'université Yale à New Haven au Connecticut. C'est la deuxième plus ancienne société secrète de Yale.

## Naissances
- 8 mars : Oliver Wendell Holmes Jr., (décédé le 6 mars 1935) est un juriste américain qui fut juge à la Cour suprême des États-Unis de 1902 à 1932.
- 10 mai : James Gordon Bennett junior, (décédé le 14 mai 1918), était un éditeur de journal et un passionné de sports. Né à New York, le fils et homonyme du riche éditeur du New York Herald, James Gordon Bennett senior a été instruit principalement en France, pays où il passera une bonne partie de sa vie.
- 8 septembre : Charles Julius Guiteau, (décédé le 30 juin 1882) est un avocat américain qui assassina le président des États-Unis James A. Garfield le 2 juillet 1881. Condamné à mort, il fut pendu.
- 6 novembre : Nelson Wilmarth Aldrich, (mort le 16 avril 1915) est un homme politique américain qui fut un des dirigeants du parti républicain au sénat où il siégea de 1881 à 1911.

## Décès
- 4 avril : William Henry Harrison, (né en 1773), est le neuvième président des États-Unis. En tant que Général, il a acquis sa réputation et son surnom en commandant pendant la Bataille de Tippecanoe  contre les Indiens. Il est élu pour un mandat présidentiel à partir du 4 mars 1841 mais atteint de pneumonie en faisant un discours d’une heure et demie sous une pluie glaciale le jour de son investiture il meurt un mois plus tard.

#### Articles généraux
- Histoire des États-Unis de 1776 à 1865
- Évolution territoriale des États-Unis
- Seconde Guerre séminole